# Ruiru
Ruiru est une ville de la province centrale au Kenya. Ville-dortoir de la capitale Nairobi, sa population était de 79 741 habitants au recensement de 1999 et est estimée à 182 598 habitants en 2012. La ville s'est rapidement développée en raison du faible nombre de logements disponibles à Nairobi. C'est aussi une ville industrielle où sont installées plusieurs grandes usines.